# Nazionale maschile di pallacanestro del Galles
La nazionale maschile di pallacanestro del Galles rappresenta il Galles alle competizioni internazionali di pallacanestro organizzate dalla FIBA. È gestita dalla Federazione cestistica del Galles.

## Storia

### Nazionale gallese (1956-2005)
Si è formata dopo l'esperienza delle Olimpiadi di Londra 1948, quando si affrontò l'evento olimpico sotto le insegne della Gran Bretagna. Dopo la manifestazione, il team unificato si sciolse e le selezioni britanniche tornarono a partecipare alle manifestazioni FIBA in modo indipendente. Da allora, niente gloria per il team gallese, il quale, considerato di "terza fascia", dato lo scarso appeal della pallacanestro nel Paese, e la scarsa considerazione che la pallacanestro britannica detiene a livello internazionale, ha partecipato solamente al Campionato europeo FIBA dei piccoli stati; i migliori risultati raggiunti sono due secondi posti nel 1998 e nel 2002, quando il torneo era denominato FIBA Promotion Cup. Non ha mai partecipato a Mondiali ed Olimpiadi.

### Nazionale britannica (dal 2005)
Nel 2005, insieme a Scozia e Inghilterra, ha aderito al progetto di ricostituzione della nazionale britannica pur continuando a mantenere la propria rappresentativa, considerando anche la difficoltà del movimento a fornire giocatori di valore alla nazionale unificata.

## Piazzamenti
Europeo FIBA dei piccoli stati
- 1988: 8º
- 1990: 8º
- 1992: 8º
- 1994: 5º
- 1996: 4º

- 1998:  2º
- 2000: 4º
- 2002:  2º
- 2004: 8º
- 2006: 6º

- 2008: 8º
- 2010: 5º
- 2012: 5º
- 2014: 5º
- 2016: 7º

## Formazioni

### Campionati europei dei piccoli stati
Campionato europeo FIBA dei piccoli stati 20124 Seeley, 5 L. Williams, 6 O. Williams, 7 R. Williams, 8 Pearce, 9 Merrington, 10 Kilmartin, 11 Nickson, 12 Bajwa, 13 Duppa, 14 Piggford, 15 Rothwell,        All. Stephen Williams
Campionato europeo FIBA dei piccoli stati 20144 Seeley, 5 Lord, 6 Bajwa, 7 Dawe, 8 Pearce, 9 Williams, 10 Cope, 11 Rickwood, 12 Nickson, 13 Potts, 14 Rothwell, 15 Borde,        All. Chris Horrocks

## Nazionali giovanili
- Selezioni giovanili della nazionale maschile di pallacanestro del Galles